# E. Gutzwiller & Cie. Banquiers
E. Gutzwiller & Cie. Banquiers é um dos mais antigos bancos suíços localizados em Basileia. É um banco privado especializado em gerenciamento de ativos. Foi fundada em 1886 por Carl Gutzwiller e é membro fundador da Bolsa de Valores de Basileia. Hoje, o banco está em grande parte nas mãos da família Gutzwiller. O banco é gerenciado por quatro parceiros totalmente responsáveis:
- François Gutzwiller
- Stéphane Gutzwiller
- Príncipe Lorenzo da Bélgica, Arquiduque da Áustria-Este
- Peter Handschin.

A Gutzwiller tem representações em Genebra (Gutzwiller SA) e desde 2004 também em Zurique (Gutzwiller Partner AG). O banco é especializado em gestão de ativos e consultoria de investimentos para clientes particulares. A Gutzwiller também oferece fundos de investimento por meio de sua subsidiária Gutzwiller Fonds Management AG.
O negócio da família está agora na 4ª geração e emprega cerca de 60 pessoas.